# 小行星1018
小行星1018（1018 Arnolda）是一颗绕太阳运转的小行星，为主小行星带小行星。该小行星于1924年3月3日发现。
該小行星以德國物理學家阿諾德·貝利納命名。

## 轨道参数
小行星1018的轨道半长轴为2.5409577 UA，离心率为0.245。